# Петербург (роман)
«Петербу́рг» — роман Андрея Белого. Первая часть книги была написана им всего за несколько недель в 1912—1913 годах вследствие «наития», испытанного при восхождении на пирамиду Хеопса. Роман широко признан в качестве вершины прозы русского символизма и модернизма в целом; В. В. Набоков ставил его рядом с «Улиссом» Джойса. В 1922 году автор радикально отредактировал произведение, сократив текст примерно на треть, однако «канонической» версией считается неотредактированная версия.

## Творческая история
К работе над «Петербургом» Белый приступил осенью 1911 года, после окончания и опубликования романа «Серебряный голубь». «Петербург» замышлялся вначале как непосредственное продолжение «Серебряного голубя» и вторая часть единой трилогии, имевшей предположительное общее заглавие «Восток или Запад». Однако вскоре выяснилось, что прямого продолжения не получается.
К январю 1912 года первые главы будущего «Петербурга» написаны. Это была первая редакция романа, получившая впоследствии наименование «журнальной», поскольку она предназначалась для опубликования в журнале «Русская мысль». С его редактором, П. Б. Струве, у Белого имелась предварительная договорённость. Роман пока ещё носит заглавие «Лакированная карета», — в связи с тем «видением», которое посетило Белого в момент обдумывания фабулы (он внезапно увидел на фоне ночного Петербурга «квадрат чёрной кареты», в которой сенатор Аблеухов возвращался домой). Ознакомившись с рукописью, Струве категорически отказался печатать «Петербург» в своем журнале. В письме к В. Брюсову, который заведовал литературнo-художественным отделом «Русской мысли», он прямо утверждал, что роман написан «претенциозно и небрежно» и что Белого вообще «следует отговорить… от печатания подобной вещи, в которой проблески крупного таланта утоплены в море настоящей белиберды, невообразимо плохо написанной». Как вскоре выяснилось, на деле причины были иные: Струве был напуган антигосударственной и антибуржуазной направленностью «Петербурга», о чём и сообщил Белому Брюсов.
Белый получает предложения от других издателей и останавливает свой выбор на издательстве К. Ф. Некрасова, который понимал, что напечатать роман, отвергнутый «Русской мыслью» и уже нашумевший в Петербурге, было бы и важно и выгодно. Передав Некрасову рукопись первых трёх глав романа, Белый в марте 1912 года уезжает за границу, где он усиленно работает над продолжением романа, параллельно переделывая и переписывая уже готовые главы. В течение 1912 года Белый передал Некрасову в общей сложности первые 5 глав будущего произведения. Так была создана следующая, «некрасовская» (или «книжная», поскольку К. Ф. Некрасов предполагал выпустить роман отдельной книгой) редакция «Петербурга».

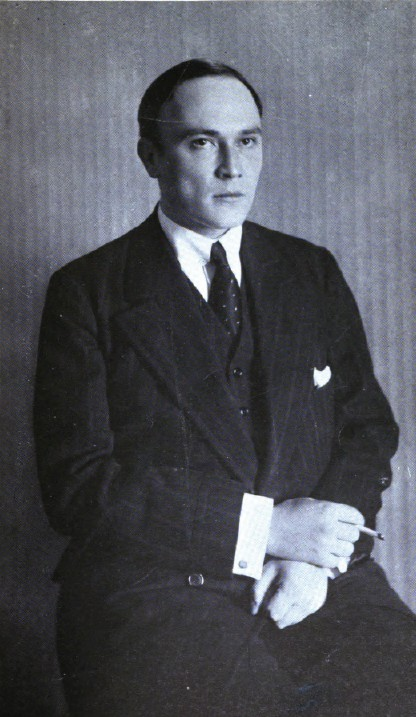
М. И. Терещенко

В сложной и противоречивой духовной «атмосфере» протекает жизнь Белого в 1912—1913 годах. В это же время Некрасов приступил к печатанию романа. В начале 1913 года были свёрстаны 2 первые главы, которые так и сохранились в виде корректурных листов. Издатель готов был продолжать начатую работу, но тут произошло событие, повлиявшее на дальнейшую судьбу романа. В Петербурге при ближайшем участии Блока организуется новое издательство «Сирин», которое начинает функционировать с конца 1912 года. Фактическим главой «Сирина» стал М. И. Терещенко, который близко сошёлся с Блоком, желающим, чтобы «Петербург» был напечатан в этом новом издательстве. В ноябре 1912 года он сообщает Белому, что Терещенко поручил ему просить Белого прислать «новый роман для того, чтобы издать его отдельной книгой, или включить в альманах». Некоторое время Белый колеблется, он не хочет подводить Некрасова, но вскоре все же соглашается. Руководители «Сирина» выкупают у Некрасова право на издание романа. К. Ф. Некрасов не был доволен таким раскладом (он грозил выпустить в свет уже отпечатанные листы), но, не имея рукописи целиком, согласился. Белый встречается за границей с Терещенко, ещё раз перерабатывает первые главы; в середине февраля oн уже высылает начало романа в Петербург Блоку, который передает рукопись Терещенко. Боясь, что первые главы не произведут впечатления, Белый ручается в письме Блоку, что последующие будут «удачнее первых трех, ибо они — лишь подготовка к действию». В чём состоит смысл этой «подготовки», Белый разъясняет в одном из последующих писем, раскрывая и характер внутренней «конструкции» «Петербурга»: «эти три главы непонятны (своими длиннотами), если не принять во внимание, что со следующей главы до конца события стремительны (план построения романа: 1) томление перед грозой и 2) гроза; томление — первые три главы; гроза — последние 4 главы с эпилогом)».
В середине марта 1913 года Белый приезжает в Россию. Не останавливаясь в Москве, он уезжает в Волынскую губернию и целиком погружается в работу над романом.
В августе 1913 года выходит в свет первый сборник, где были опубликованы пролог и две начальные главы; осенью выходит второй сборник, где напечатаны третья, четвёртая, пятая главы; наконец, в марте 1914 года в третьем сборнике публикуются шестая, седьмая, восьмая главы и эпилог. Держа в руках отпечатанные сборники издательства «Сирин», в которых только что увидел свет его роман, Белый ощутил неудовлетворенность своей работой. К этому времени им уже стало овладевать желание перекроить, переиначить, переделать все, прежде созданное, — не только прозу, но и поэзию. Итак, только что дождавшись опубликования «Петербурга», Белый приступает к его сокращению.

### Вторая редакция
В новой редакции «Петербург» вышел в Берлине, в издательстве «Эпоха» в 1922 году. Второе, берлинское издание не явилось неожиданностью, его появление подготовлялось начиная с 1914 года.
Новая редакция вышла треть короче первой. Как писал Белый, «новое издание — это совершенно новая книга для читателей первого издания». Как отмечают критики, в берлинской версии Белый изменил размер своей ритмизованной прозы с анапеста на амфибрахий и убрал иронию и пренебрежительные эпитеты, относимые к революционному движению. Вторая редакция обычно считается ниже первой. Евгений Замятин писал, что Белый страдает «хроническим анапеститом», а ценивший первую редакцию Набоков спародировал ритмическую прозу Белого в «Даре» и окрестил её «капустным гекзаметром»..
Иванов-Разумник выдвигает концепцию, согласно которой сокращение производилось Белым будто бы под знаком полного изменения его идеологической структуры. Это изменение, по Иванову-Разумнику, проходило по линии замены равенства «революция — монголизм» другим равенством: «революция — скифство». Иными словами, революция из явления темного, разрушительного («монголизм») превращается будто бы теперь у Белого в явление стихийное, возвышенное, ибо ее истоки уже лежат не в сфере подсознания, а в сфере неких «светлых», патриархально-первобытных начал жизни («скифство»). Нетрудно увидеть за изложением этой концепции желание Иванова-Разумника сделать Белого берлинской редакции «Петербурга» своим союзником по «скифству» (за которым отчетливо просматривается эсеровская политическая платформа), противопоставив ему Белого «сирнновской» редакции «Петербурга», который, естественно, союзником Иванова-Разумника по идеологии «скифства» стать не мог. Для него Белый эпохи берлинского издания «Петербурга» — непревзойденный мастер, тонкий и чуткий художник, превосходный стилист. <…> Однако ничего подобного мы в работе Белого над текстом «Петербурга» не находим. Наоборот, в глаза бросается спешка, с которой производилось сокращение романа и результатом которой стали многочисленные стилистические ляпсусы, недоговоренности, нарушения смысла. <…> Один из излюбленных приемов Белого при сокращении текста состоял в том, чтобы, выбросив слово (или часть фразы), либо заменить ее многоточием, либо не заменять ничем; и в том и в другом случае образуется смысловое зияние. <…> Поэтому мнение об этой редакции, как об образцовой, выполненной «с глубоким вкусом» и «тонкой выдержкой», следует признать несостоятельным. Несостоятельной следует признать и другую мысль, также высказывавшуюся относительно берлинской редакции романа, — о том, что Белый произвел сокращение текста будто бы исключительно в конъюнктурных целях, чтобы показать свою «лояльность» по отношению к советской власти.Л.К. Долгополов
Вторая редакция несколько раз перепечатывалась в СССР (первая вышла только в 1981 году). Она же в настоящее время переиздаётся издательством «Азбука».

## Сюжет
Петербург в начале первой русской революции. Тайная террористическая организация во главе с неким Липпанченко в октябре 1905 года требует от Николая Аполлоновича Аблеухова исполнить данное им некогда слово и совершить террористический акт против собственного отца, видного сановника Аполлона Аполлоновича Аблеухова. Николай Аполлонович, давший роковое обещание в минуты отчаяния после отказа любимой женщины (Софьи Петровны Лихутиной), колеблется и не спешит его выполнять. С одной стороны, он ненавидит отца и брезгует несомненным сходством с ним, с другой же — в глубине души любит и жалеет его. Один из террористов, Александр Иванович Дудкин, должен передать Николаю Аполлоновичу узелок с бомбой-сардинницей и письмо с инструкциями.
Коробку Дудкин (алкоголик, находящийся в плену галлюцинаций) передаёт по назначению, а письмо попадает в руки Лихутиной. Из желания досадить воздыхателю и напугать его, она передает письмо, считая его чьей-то жестокой шуткой. Неожиданно для Софьи Петровны, Аблеухов воспринимает записку совершенно серьёзно. Агент охранки, связанный с Липпанченко, угрожает ему тюрьмой в случае неисполнения обещания. Тем не менее на следующий день Аблеухов находит Дудкина и, обвиняя партию в бесчеловечности, отказывается от отцеубийства. Однако выясняется, что тот вообще не знает о готовящемся теракте. Александр Иванович убежден, что здесь вкралась ошибка и дает слово все уладить.
Дудкин приходит к Липпанченко и пересказывает инцидент. Липпанченко неожиданно обвиняет «коллегу» в недостатке революционного пыла. Он утверждает, что Аблеухов доносил на товарищей и теперь заслуживает этой жестокой проверки. Дудкин внезапно понимает, что все это — ложь, а сам Липпанченко — провокатор. Следующей ночью, после сильнейших галлюцинаций, в которых он заключает договор с представителем потустороннего мира и получает благословение от Медного всадника, Дудкин закалывает Липпанченко ножницами и восседает на его труп в позе всадника Фальконе.
Тем временем Аполлон Аполлонович по рассеянности забирает «сардинницу ужасного содержания» к себе в комнату. Взрыв коробки в сенаторском доме происходит случайно и не достигает цели. Тем не менее отношения отца и сына, только-только начавшие налаживаться после возвращения из Испании супруги Аполлона Аполлоновича (которая некогда сбежала за границу с любовником), оказываются безнадежно испорчены. Бывшего сенатора ужасает несостоявшийся отцеубийца, которого он вырастил.
Чета Аблеуховых покидает столицу и отправляется доживать свои дни в деревню. Николай Аполлонович уезжает в Египет, а затем посещает страны Ближнего Востока. Он возвращается в Россию только после смерти родителей, пережив духовный переворот и возродившись для новой жизни, забрасывает Канта и читает сочинения Сковороды.

## Темы и персонажи

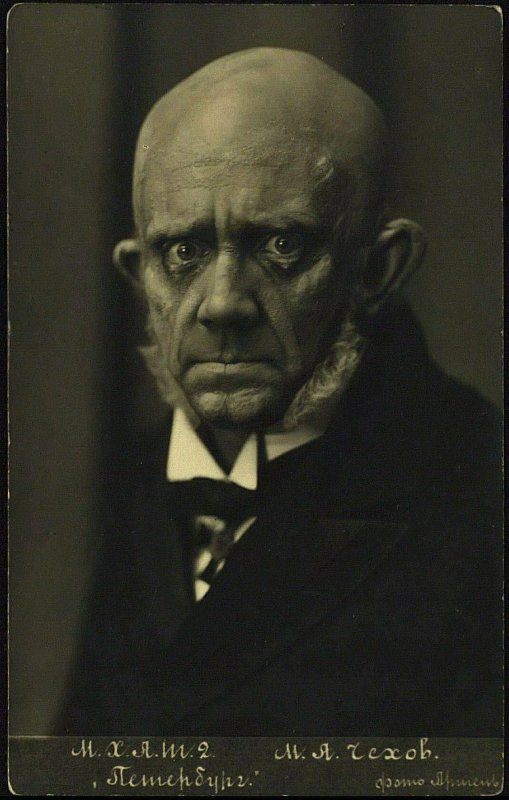
Фотооткрытка. М. А. Чехов в роли сенатора Аблеухова. «Петербург» («Гибель сенатора»), постановка МХАТ-2, 1925 год

Фабула романа основана на автобиографических мотивах (увлечение Любовью Дмитриевной Блок, конфликт с Блоком, красное домино). Обыгрываются многочисленные литературные тексты — от «Бесов» Достоевского до «Маски Красной смерти» Эдгара По. Образ Петербурга продолжает описания города у Гоголя и Достоевского; в качестве ключевого персонажа вводится сходящий ночью со своего пьедестала Медный всадник. Впоследствии Белый связывал рождение романа с посещением Египта и восхождением на Великую пирамиду:

Последствие «пирамидной болезни» — какая-то перемена органов восприятия; жизнь окрасилась новой тональностью, как будто я всходил на рябые ступени — одним; сошёл же — другим; и то новое отношение к жизни, с которым сошёл я с бесплодной вершины, скоро ж сказалося в произведеньях моих; жизнь, которую видел я красочно, как бы слиняла; сравните краски романа «Серебряный голубь» с тотчас же начатым «Петербургом», и вас поразят мрачно-серые, черноватые, иль вовсе бесцветные линии «Петербурга»; ощущение Сфинкса и пирамид сопровождает мой роман «Петербург».
Идеологическую основу составляют учения «восточников» (Эспер Ухтомский, Владимир Соловьёв), видевших в России естественное продолжение монгольской степи. Подобно тому, как в «Серебряном голубе» изображён Восток без Запада, в «Петербурге» Белый, по собственному признанию, стремился показать обречённый на гибель островок западного рационализма на Востоке (в России). Царская столица прекрасна красотой умирающего, отсюда — рассеянные по роману апокалиптические мотивы: предчувствие войны, переселений народов, революции.
В русле учений русских символистов внутренним источником действия в романе выступает извечное противостояние сил аполлонических (Аполлон Аполлонович и другие сановники) и сил дионисийских (Липпанченко и революционеры). Созвучие имён Аполлона Аполлоновича и Липпанченко не случайно, на что сам автор указывал в «Мастерстве Гоголя»:

Я же сам поздней натолкнулся на удивившую меня связь меж словесной инструментовкой и фабулой (непроизвольно осуществлённую); звуковой лейтмотив и сенатора и сына сенатора идентичен согласным, строящим их имена, отчества и фамилию: «Аполлон Аполлонович Аблеухов»: плл-плл-бл сопровождает сенатора; «Николай Аполлонович Аблеухов»: кл-плл-бл; всё, имеющее отношение к Аблеуховым, полно звуками пл-бл и кл. Лейтмотив провокатора вписан в фамилию «Липпанченко»: его лпп обратно плл (Аблеухова); подчёркнут звук ппп, как разрост оболочек в бреде сенатора, — Липпанченко, шар, издаёт звук пепп-пеппе: «Пепп Пеппович Пепп будет шириться, шириться, шириться; и Пепп Пеппович Пепп лопнет: лопнет всё».
Внутреннее родство сенатора и Липпанченко в том, что оба они — сухие догматики, пытающие подчинить волю своих (духовных и физических) сыновей — Николая Аполлоновича и Дудкина — готовым схемам; в обоих случаях — с потенциально летальными для себя последствиями. Николай Аполлонович, видя в себе дионисийское начало, носит восточные наряды и обосновывает убийство отца необходимостью истребления западной абстракции, но во сне обоим Аблеуховым является их предок-«туранец»: сыну-кантианцу под видом отца, а отцу-контианцу — под видом сына (именно он даёт разрушительные команды Николаю Аполлоновичу). Тем самым утверждается внутренняя общность Аблеуховых (в координатах соловьёвского «панмонголизма»): предок их — киргиз Аблай, выехавший в Россию в XVIII столетии.
Центральный для романа конфликт отцов и детей подсвечен многочисленными упоминаниями Сатурна (глотал детей), Кроноса (оскопил отца), Петра Первого (порвал с предками и уничтожил единственного сына). В качестве эмблемы этого конфликта преподносится дворянский герб Аблеуховых: единорог, пронзающий рыцаря. В роли единорога и рыцаря, убийцы и жертвы поочерёдно выступают отец и сын Аблеуховы, Дудкин и Липпанченко. В определённом смысле все они являются двойниками друг друга.

## Формальные приёмы

### Структура
Структура с разбиением на главки, прологом, эпилогом и словом «конец» пародирует условности классического романа — подобно тому, как за блестящим фасадом Петербурга эпохи классицизма кроется иррациональный мир нищих подворотен. Как бы вырванные из текста наудачу заглавия главок отсылают к «Братьям Карамазовым». Динамику повествования выявляют нестандартная пунктуация и типографика (приёмы, идущие от Стерна).

### Ритмика
Роман написан ритмической, или орнаментальной прозой. «В исследовании Иванова-Разумника отмечено анапестическое, насыщенное паузами строение первой редакции „Петербурга“ и амфибрахичность словесной ткани второго издания в связи с изменением отношения автора к сюжету романа», — писал Белый в «Мастерстве Гоголя». «Рессоры анапеста» в романе Белого отмечал и Набоков; в «Даре» он спародировал «капустные гекзаметры» автора «Петербурга».

### Цветопись
Эмоциональное состояние героев передаётся цветовой динамикой городского пейзажа, написанного в технике литературного пуантилизма. Белый связывал с цветами определённые эмоции: так, розовый цвет для него символизирует надежду, красный — глашатай конца света. В романе преобладают тусклые оттенки монохромной гаммы, преимущественно тёмные и смазанные. Городской пейзаж — почти нуаровый, с преобладанием дождей и туманов. Протекающая по мостам и проспектам людская толпа распадается на отдельные части тела и «икринки».

## Теософский аспект
Теософское учение, которым в годы написания романа интересовался Белый, постулирует, что материю порождает сознание. Порождения мозга объективируются в «астральной» плоскости и обретают самостоятельное бытие вместе со способностью воздействовать на физическую реальность. В романе это учение преломляется в рассуждениях повествователя о том, что жёлтый особняк и чёрная карета сенатора родились в его сознании и «забытийствовали»: сенатор сравнивается с Зевсом, а дом — с родившейся из его головы Афиной Палладой. Процесс творчества для повествователя — «праздная мозговая игра», игра демоническая в том смысле, что она не направлена к высшей цели и самоценна: «Мозговая игра — только маска; под этою маскою совершается вторжение в мозг неизвестных нам сил».
Фигура повествователя представляет проблему для истолкователей романа в силу своей многоголосости. Начинается пролог в сказовой манере, напоминающей Гоголя, а заканчивается на ноте высокой риторики. Подобные стилистические сдвиги намекают на существование нескольких рассказчиков. В отличие от романов XIX века, рассказчик у Белого не всеведущ; он то и дело вмешивается в повествование и, подтрунивая над читателем, «обрывает его нить». Он принадлежит к тем повествователям, которые ненавидят читателя; Белый и сам уподоблял свои книги бомбам, которые он мечет в читателей.
В одной из статей Белый назвал вселенную своего романа «иллюзорным миром майя». К иллюзорности происходящего периодически привлекает внимание читателя и сам повествователь. Мысли не принадлежат персонажам, а внушаются им извне или «нисходят» (в случае Николая Аполлоновича — под видом птиц). Дудкину внушает разрушительные планы «монгол», лицо которого ночью проступает на стене в его чердачной комнате. За Николая Аполлоновича думает сардинная коробка (где тикает бомба), или «Пепп Пеппович Пепп» — шарообразная фигура из его детских кошмаров.

## Автор о книге
Революция, быт, 1905 год и т. д. вступили в фабулу случайно, невольно, вернее, не революция (её не касаюсь я), а провокация; и опять-таки провокация эта лишь теневая проекция иной какой-то провокации, провокации душевной, зародыши которой многие из нас долгие годы носят в себе незаметно, до внезапного развития какой-нибудь душевной болезни (не клинической), приводящей к банкротству; весь роман мой изображает в символах места и времени подсознательную жизнь искалеченных мысленных форм; если бы мы могли осветить прожектором, внезапно, непосредственно под обычным сознанием лежащий пласт душевной жизни, многое обнаружилось бы там для нас неожиданного, прекрасного; ещё более обнаружилось бы безобразного; обнаружилось бы кипение, так сказать, несваренных переживаний; и оно предстало бы нам в картинах гротеска. Мой «Петербург» есть в сущности зафиксированная мгновенно жизнь подсознательная людей, сознанием оторванных от своей стихийности; кто сознательно не вживется в мир стихийности, того сознание разорвется в стихийном, почему-либо выступившем из берегов сознательности; подлинное местодействие романа — душа некоего не данного в романе лица, переутомленного мозговою работой; а действующие лица — мысленные формы, так сказать, недоплывшие до порога сознания. А быт, «Петербург», провокация с проходящей где-то на фоне романа революцией — только условное одеяние этих мысленных форм. Можно было бы роман назвать «Мозговая игра».— Из письма к Иванову-Разумнику, 1913

## Мнения и оценки
- После выхода романа Вячеслав Иванов опубликовал в газете «Утро России» (1916, № 148) эссе о нём, озаглавленное «Вдохновение ужаса»: «Есть нечто устойчивое и прочное в этом зыблемом мареве; в устойчивых и прочных очертаниях будет оно, думается, мерцать и переливаться воздушными красками и в глазах будущего поколения. Навек принадлежит эта поэма истории не только нашего художественного слова, но и нашего народного сознания, как ни странно утверждать это о бреде сновидца»[18].
- Художественно-мемуарная книга Ольги Форш «Сумасшедший корабль» (1930) включает целую лекцию о «Петербурге» как «романе итогов», подводящем черту под петербургским периодом русской литературы и истории. Авторство этой лекции в книге приписано Сохатому (под этим именем выведен Евгений Замятин):

Белый гениально угадал момент для подведения итогов двухвековому историческому существу — Петербург — и синтетическому образу — русский интеллигент. Так нужно было для задания. А задание — сдача в летопись мира отжившего исторического существа Петербург и населявшего его интеллигента. У нас плохо умеют читать, не то бы Аблеухов мог стать нарицательным именем, как Печорин. Последний, синтезированный Андреем Белым перед гибелью русский интеллигент — он в придачу же Евгений, сражённый рукой Медного всадника.
- Н. A. Бердяев в размышлениях по поводу романа «Петербург» писал насчёт автора, что «со временем будет признана его гениальность, больная, не способная к созданию совершенных творений, но поражающая своим новым чувством жизни и своей не бывшей ещё музыкальной формой». Архивная копия от 18 декабря 2010 на Wayback Machine
- Евгений Замятин писал: «Во втором романе царский Петербург показан Белым как город, уже обреченный на гибель, но ещё прекрасный предсмертной, призрачной красотой. В этой книге, лучшей из всего, написанного Белым, Петербург впервые после Гоголя и Достоевского нашел своего настоящего художника». Архивная копия от 19 декабря 2009 на Wayback Machine
- В. В. Набоков считал «Петербург» «дивным полётом воображения Архивная копия от 16 октября 2016 на Wayback Machine» и лучшим романом XX века (недоступная ссылка) после «Улисса».
- В некрологе Белого, подписанном среди прочих Пастернаком, утверждалось, что «Джеймс Джойс — ученик Андрея Белого». Архивная копия от 23 сентября 2009 на Wayback Machine
- М. А. Чехов одной из лучших своих ролей считал роль сенатора Аблеухова в постановке «Гибели сенатора» (пьесы, написанной А. Белым по мотивам романа) вторым МХАТом в 1925 году.
- В своей книге о Фуко «великим романом Архивная копия от 19 июля 2014 на Wayback Machine» назвал «Петербург» французский философ Жиль Делёз.
- Доктор филологических наук С.И. Тимина назвала роман «Петербург» одним из наиболее важных идейно-философских и художественных явлений европейской литературной жизни XX века[19].

## Комментарии
1. ↑  Имелись и другие предварительные заглавия романа («Тени», «Злые тени», «Адмиралтейская игла»). По настоянию Вячеслава Иванова все они были отвергнуты и роман получил — по его же совету — то заглавие, с которым он вошел в историю литературы.

### Издание
- Белый, Андрей. Петербург. Роман. Вступ. статья А. С. Мяс никова, послесловие П . Г. Антокольского, коммент. Л . К. Долгополова. — М.: Художественная литература, 1978. — 389 с.
- Белый, Андрей. Петербург: роман в восьми главах с прологом и эпилогом / изд. подгот. Л. К. Долгополов. — СПб.: Наука, 2004. — 699 с. — (Литературные памятники). — ISBN 5-02-026981-6.

### Исследования
- Долгополов Л. К. Андрей Белый и его роман «Петербург». — Л.: Советский писатель, Ленингр. отд-ние, 1988. — 416 с. — 30 000 экз.
- Молодяков В. Э. Как издавался «Петербург» А. Белого (По документам из архива Л. К. Долгополова) // Литературный факт. — 2017. — № 5. — С. 373—415. — doi:10.22455/2541-8297-2017-5-373-415.